# 楊易
楊易（1474年—？年），字乾叔，福建建宁府建安縣人，明朝政治人物。

## 生平
治《易經》，由國子生中式弘治八年（1495年）福建鄉試第五十二名舉人，正德三年（1508年）戊辰科會試第二百四十五名，第二甲第四十七名進士。歷官户部员外郎。嘉靖初議大禮，杨易与同僚一起谏诤，被廷杖。尋遷雲南按察司副使，博雅好古。

## 著作
所著有《嘉會诗稿》、《石雲困學集》 。

## 家族
曾祖杨荣，光禄大夫少师工部尚书兼謹身殿大學士贈太师謚文敏。祖杨锡。父杨士敬，州同知。嫡母江氏，生母黄氏。慈侍下。
行九。有弟杨暹。